# Louis Chasteigner de la Roche-Posay conte d'Abain
Louis Chasteigner de la Roche-Posay conte d'Abain (o Abin) (La Roche-Posay, 1535 – 1595) è stato un politico francese.
Allievo di Giuseppe Scaligero, ostile agli Ugonotti, fu ambasciatore di Enrico III di Francia presso il papa Gregorio XIII, dal 1579 al 1581. Dopo l'assassinio di Enrico III, aderì al partito di Enrico IV.
Fu amico di illustri letterati e di numerosi umanisti italiani.
| Controllo di autorità | VIAF (EN) 204998424 · ISNI (EN) 0000 0001 3970 9680 |